# 宁家埠街道
宁家埠街道，是中华人民共和国山東省济南市章丘区下辖的一个乡镇级行政单位。

## 行政区划
宁家埠街道下辖以下地区：
宁一村、宁二村、宁三村、西埠村、王推村、大桑村、小桑村、徐家村、荐家村、刘家村、袁辛村、明家村、马东村、马西村、马南村、马北村、大桑树村、向高村、支宋村、张码村、刘道村、郭码村、时码村、闫码村和宋码村。